# Кристина Скарбек
Ма̀рия Кристина Янѝна Ска̀рбек (на полски: Maria Krystyna Janina Skarbek) или Кристин Гранвил (на английски: Christine Granville) е полски агент, служителка на британското Управление за специални операции към Секретната разузнавателна служба (МИ-6) по време на Втората световна война.

## Биография
Кристина Скарбек е родена на 1 май 1908 година във Варшава, в семейството на Стефания (с родово име Голдфедер) и Йежи Скарбек. Майка и е от еврейски произход а баща и е представител на шляхтишки род, герб Абданк. През 1930 година участва в конкурса за красота „Мис Полония“. След краткотраен първи брак през 1938 година се омъжва повторно за дипломата Йежи Гижицки. Младото семейство заминава за Етиопия.
С нападението на Германия над Полша през 1939 година започва Втората световна война. Това събитие подтикват семейството да замине за Лондон. Там Кристина доброволно предоставя услугите си на британското разузнаване и започва работа като агент на МИ-6. Първата и мисия започва през декември 1939 година с полет до Будапеща, Унгария. От там осъществява преход на ски през Татрите до Полша, където участва в създаването на мрежа от куриери и подпомага бягството на застрашени лица. Също така събира важна информация за транспортните връзки между Германия и Румъния. През 1941 година е арестуван от Гестапо, но след като си прехапва езика и успява да излъже, че е болна от туберкулиза, е освободена. Следва мисия в Кайро, Египет. През 1944 година скача с парашут във Франция. Там помага да се осъществи контакт между френската съпротива и италианските партизани.
След края на войната е уволнена от МИ-6. Започва работа на круизен кораб. На него завързва романс с колегата си Денис Малдоуни. Обсебен и отхвърлен, Малоуни я напада и убива с нож на 15 юни 1952 година във флоайето на лондонския хотел, в който е отседнала.